# 在香港的尼泊爾人
尼泊爾人是香港的少數族裔，大約40,000人，佔人口的0.5%，而根據2021年香港人口普查，香港有29,701名尼泊爾人，當中並未包括一些混血兒。
他們多是1997年前駐香港的廓爾喀士兵，在1997年回歸後他們被允許留在香港，香港的尼泊爾人多是他們的家人和子孫。
他們多數生活在油尖旺區和元朗石崗一帶，主要從事建造業和保安業，少數人經營餐飲業和家庭傭工。
在尼泊爾人中，有印度教徒、佛教徒、基督教徒和萬物有靈論者。香港尼泊爾商會積极參與香港與尼泊爾之間的對外經濟關係。
大多數在港尼泊爾兒童就讀於非華裔公立小學和中學。來自貧困家庭的青少年，尤其是那些粵語不流暢的青少年，往往在尼泊爾和印度的大學繼續接受教育，那裡的學費比香港的高等教育便宜得多。